# Aeta
Gli Aeta sono un gruppo etnico dell'isola di Luzon, nelle Filippine. Di tipo pigmoide, essi vivono di caccia e di raccolta. Vanno considerati come i primi abitanti delle Filippine, in quanto già presenti nell'isola al tempo delle migrazioni di popoli austronesiani.
Gli spagnoli soprannominarono questa popolazione "Negritos", a causa delle loro piccole dimensioni e del loro aspetto fisico che trovarono simile a quello degli africani.

## Origine
Alcuni antropologi collegano gli Aeta, che sono geneticamente distinti dagli austronesiani, agli indigeni Andamanesi dell'Oceano Indiano e ai Semang della Malesia.
Un'altra teoria sull'origine degli Aeta è che siano discendenti dei primi abitanti delle Filippine arrivati 30.000 anni fa, quando il livello del mare era molto più basso di quello attuale e le isole erano collegate al continente asiatico. Gli Aeta rimasero a lungo immuni dalla legge coloniale spagnola, rifugiandosi sulle montagne.
La ricerca genetica su un campione di oltre 1.000 individui scelti tra gli Aeta, i Mamanwa di Mindanao e altri quattro gruppi di Negritos delle Filippine ha dimostrato che:
1. i Negritos esaminati, ad eccezione dei Mamanwa, formano lo stesso gruppo;
2. non esiste una relazione stretta tra Negritos e africani;
3. i Negritos delle Filippine sono più strettamente imparentati con le altre popolazioni del sud-est asiatico che con gli aborigeni dell'Australia e con i popoli della Nuova Guinea.

I Negritos discendono da popolazioni insediate alla fine del Pleistocene (terminatosi circa 11.000 anni fa, quindi prima dell'arrivo degli Austronesiani). Tuttavia, l'assenza tra gli Aeta di marcatori genetici presenti tra i Mamanwa suggerisce che questi due gruppi, sebbene classificati come “Negritos”, provengano da migrazioni diverse.
Il fenotipo Negritos si è evoluto specializzandosi in piccole dimensioni, probabilmente per adattamento alla foresta pluviale tropicale.

## Lingua
I diversi gruppi degli Aeta parlano lingue austronesiane che formano un sottogruppo, chiamato "sambalic", nel gruppo linguistico “Luzon centrale” del ramo delle lingue filippine del ramo maleo-polinesiano delle lingue austronesiane.
Anche nel gruppo "Luzon centrale” c'è la lingua dei Pampangan, che non sono Aeta.
Uno studio ha rivelato una serie di termini del vocabolario delle lingue Aeta che rivelano una base non austronesiana. È quindi altamente probabile che gli Aeta adottassero la lingua dei loro vicini.

## Cultura
Ci sono diversi punti di vista sulla religione degli Aeta, alcuni sostengono che siano monoteisti, gli Aeta di Pinatubo ad esempio credono in un essere supremo chiamato Apo Namalyari. Ma ci sono anche caratteristiche animiste, sempre tra gli Aeta di Pinatubo, spiriti chiamati “anito” o “kamana” infestano le foreste, i fiumi, le montagne o le valli.
“Nonostante tutto il male che i bianchi fecero loro, questi “Negritos” rimasero gentili e benevoli verso i loro persecutori, ma è soprattutto tra loro che si manifestano le virtù della razza. I membri della tribù si sentono tutti fratelli, tanto che quando nasce un bambino, tutta la famiglia si riunisce per decidere il nome di buon auspicio che riceverà il neonato. Le unioni matrimoniali, sempre monogame, dipendono dalla libera volontà dei coniugi. Ci prendiamo cura dei malati, dei bambini, degli anziani con perfetta dedizione, nessuno esercita potere, ma ci inchiniamo volentieri davanti all'anziano per dimostrargli il rispetto dovuto alla sua esperienza e alla sua veneranda età.
— Elisée Reclus in L'uomo e la terra (capitolo Progresso) basato su due opere: Die Philippinen und ihre Bewohner di Karl Gottfried Semper e Versuch einer Ethnographie der Philippinen . Erganzungsheft zu den Pet. Mit., nº 67 di Ferdinand Blumentritt (1853-1913), (amico di José Rizal).